# Kekenboschiella
Kekenboschiella es un género de arañas araneomorfas de la familia Mysmenidae. Se encuentra en Nueva Guinea.

## Lista de especies
Según The World Spider Catalog 12.0:
- Kekenboschiella awari Baert, 1984
- Kekenboschiella marijkeae Baert, 1982
- Kekenboschiella nubiai Baert, 1984
- Kekenboschiella vangoethemi Baert, 1982